# Brandon Baker
Brandon Baker (ur. 28 kwietnia 1985 w Anaheim, Kalifornia) – amerykański aktor. Znany z filmów Johnny Tsunami i Johnny Kapahala: Z powrotem na fali. Brał udział w Igrzyskach Disney Channel 2007 w drużynie zielonych.